# Lufuradom
Il lufuradom è uno psicofarmaco appartenente alla categoria delle benzodiazepine; ha proprietà molto simili alle altre benzodiazepine, anche se viene utilizzato perlopiù come analgesico. Come il Tifluadom (il suo analogo), il lufuradom non è mai stato commercializzato.